# 石川県道129号滝港線
石川県道129号滝港線（いしかわけんどう129ごう たきこうせん）は、石川県羽咋市内を通る一般県道（石川県道）である。

## 概要
- 起点：石川県羽咋市滝町レ99番1地先（＝滝港前）
- 終点：石川県羽咋市一ノ宮町子176番17地先（＝滝港口交差点・国道249号交点）

滝港と国道249号とを結ぶ。起点から、海岸線にそって東へ進み、並走する石川県道293号羽咋巌門自転車道線が交わる交差点で、北に左折。クランク状に曲がると終点に至る。

## 接続道路
- 石川県道293号羽咋巌門自転車道線（羽咋市一ノ宮町）
- 国道249号（同市一ノ宮町・滝港口交差点：終点）

## 歴史
- 1960年（昭和35年）10月15日：路線認定。